# Гундерат
Гундерат (нем. Gunderath) — община в Германии, в земле Рейнланд-Пфальц. 
Входит в состав района Вульканайфель. Подчиняется управлению Кельберг.  Население составляет 121 человек (на 31 декабря 2010 года). Занимает площадь 1,29 км².